# Łuka (gromada)
Łuka – dawna gromada, czyli najmniejsza jednostka podziału terytorialnego Polskiej Rzeczypospolitej Ludowej w latach 1954–1972.
Gromady, z gromadzkimi radami narodowymi (GRN) jako organami władzy najniższego stopnia na wsi, funkcjonowały od reformy reorganizującej administrację wiejską przeprowadzonej jesienią 1954 do momentu ich zniesienia z dniem 1 stycznia 1973, tym samym wypierając organizację gminną w latach 1954–1972.
Gromadę Łuka z siedzibą GRN w Łuce utworzono – jako jedną z 8759 gromad – w powiecie hajnowskim w woj. białostockim, na mocy uchwały nr 16/V WRN w Białymstoku z dnia 4 października 1954. W skład jednostki weszły obszary dotychczasowych gromad Łuka i Tarnopol ze zniesionej gminy Lewkowo Stare w tymże powiecie. Dla gromady ustalono 10 członków gromadzkiej rady narodowej.
31 grudnia 1959 gromadę Łuka zniesiono, włączając jej obszar do gromady Siemianówka.